# Manège militaire de Québec
Le Manège militaire de Québec est un bâtiment multifonctions de la ville de Québec, situé au 805 de l'avenue Wilfrid-Laurier Est, entre la Grande Allée et les plaines d'Abraham. Il porte le nom de manège militaire Voltigeurs de Québec en l'honneur du plus vieux Régiment canadien français, les Voltigeurs de Québec, qui l'occupe depuis sa construction en 1885.

## Histoire

### Construction

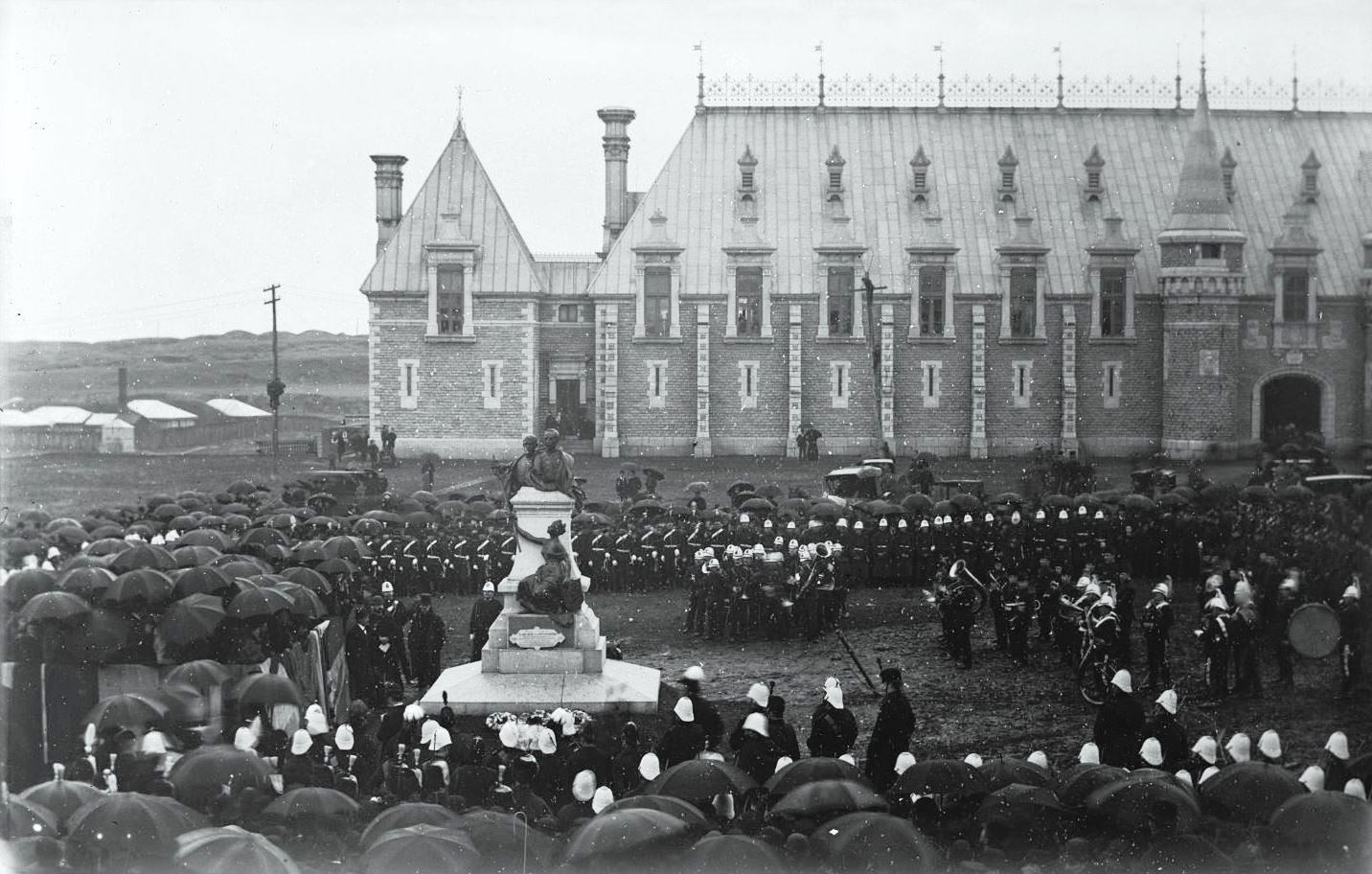
Le manège militaire en 1891.

Le manège fut construit à partir de 1885 sur des plans de l'architecte Eugène-Étienne Taché afin de servir de domicile à la milice puisque l'armée britannique quittait le pays. Le Château de Josselin, de style Louis XII, a pu servir de modèle à Taché. Dès 1863, sur ce même site, un premier manège militaire en bois avait été érigé; sa structure sera utilisée jusque dans la décennie 1920. D'inspiration française, l'architecture se rapprochait de celle des châteaux des XIVe et XVe siècles. Le vaste bâtiment de 105 mètres de long est construit de pierres provenant de carrières de Beauport et de Deschambault.
Il est inauguré en 1888 par le gouverneur général du Canada Sir Frederick Arthur Stanley et fera l'objet d'un agrandissement en 1913.

### Reconnaissance architecturale

Intérieur

Son style précurseur de plusieurs autres bâtiments d'importance au Canada a mené à sa reconnaissance comme d'« importance architecturale nationale au Canada » par la Commission des lieux et des monuments historiques du Canada en avril 1987 sous le titre de Lieu historique national du Canada du Manège-Militaire-de-la-Grande-Allée,.
Il est le seul manège militaire à être ainsi reconnu au Canada. La cérémonie de reconnaissance a lieu en février 1991 en la présence du gouverneur-général du Canada Martial Asselin.

### Incendie

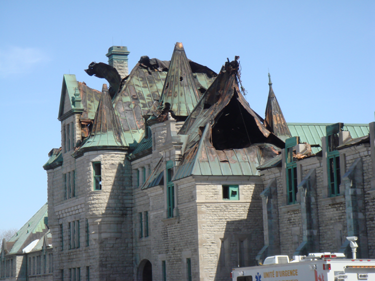
Dommages créés par l'incendie de 2008 à la toiture.

Le manège militaire Voltigeurs de Québec est détruit par les flammes dans la nuit du 4 au 5 avril 2008. Par chance, environ 90 % des objets du musée comme des documents de la Seconde Guerre mondiale, des uniformes, des instruments et artefacts, etc. sont sauvegardés. La façade tient toujours mais le reste est une perte totale, l'intérieur étant principalement fait de bois sec. Une enquête s’est mise en branle pour déterminer les causes et les circonstances de l’incendie, qui s'est finalement révélé être d'origine accidentelle.

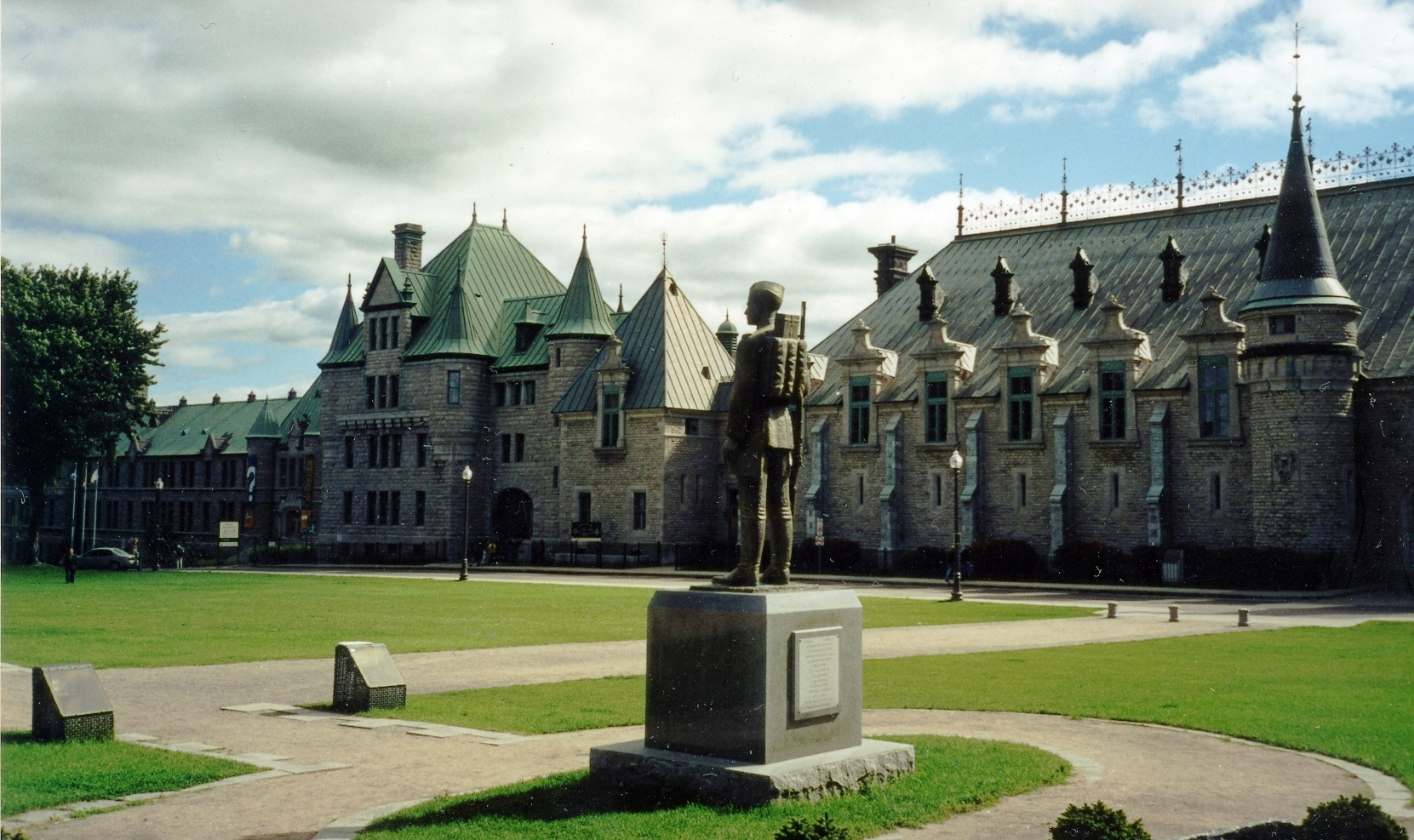
Le mémorial de guerre des Voltigeurs devant le Manège militaire.

Plus de dix semaines après l'incendie, Radio-Canada a appris, après avoir obtenu copie de l'enregistrement sonore des échanges entre la centrale d'urgence de la ville de Québec, que les pompiers dépêchés sur les lieux se sont finalement rendus au mauvais endroit. Plutôt que d'aller au Manège militaire des Voltigeurs, les pompiers se sont présentés dans l'arrondissement Beauport, là où se trouve un autre manège militaire au 101, rue du Manège.
D'après les dires des politiciens, la reconstruction débuterait dans les meilleurs délais. Miraculeusement, le drapeau au-dessus de la porte n'a pas brûlé. Le maire de Québec en 2008, Régis Labeaume, s'est engagé à le rendre plus attrayant et à le faire reconstruire au plus tôt. Une mise en valeur des ruines du site pour le 400e anniversaire de Québec a été évoqué par différents intervenants dont le maire de Québec.
Cependant, à une question posée à la Chambre des communes par la députée Christiane Gagnon en mai 2008 au ministre de la défense Peter MacKay quant à savoir si ce serait le cas, le ministre répondit par la négative. Une relocalisation pour une durée indéterminée du régiment des Voltigeurs a par ailleurs été entreprise par le gouvernement fédéral. Ils ont été relogés au 835, boul. Pierre-Bertrand, dans un édifice loué.

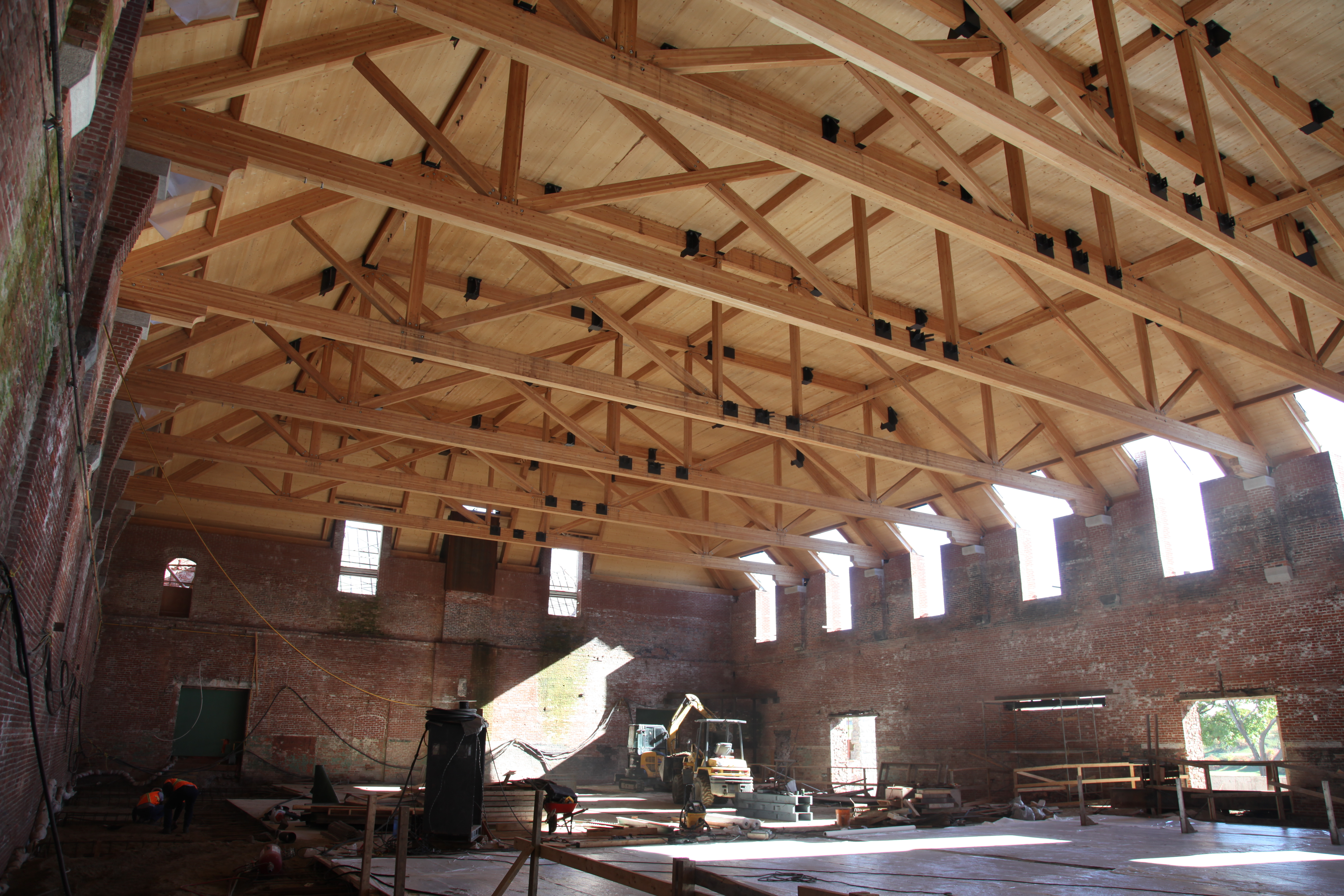
Manège militaire Voltigeurs de Québec durant sa reconstruction à l'intérieur en 2016.

Plusieurs scénarios ont été présentés pour l'avenir du Manège militaire. Le budget fédéral déposé en mars 2010 par Jim Flaherty prévoit la reconstruction du manège militaire. Le premier ministre conservateur Stephen Harper a annoncé le 16 novembre 2012 que le manège serait reconstruit; plus de 100 millions de dollars seront investis entre 2012 et 2015 pour les travaux.
Le manège militaire est de nouveau rouvert, comme prévu pour le 150e anniversaire de la Constitution du Canada le 26 avril 2018.

## Activités
La première fonction du manège militaire de Québec est d'abriter le régiment des Voltigeurs de Québec, plus ancien régiment francophone au Canada, ainsi que le 35e Régiment du génie de combat. On y trouvait d'ailleurs la plus grande salle d'armes au Canada. Le musée des Voltigeurs, contenant leurs archives et des artefacts de l'histoire militaire canadienne remontant à 1885, y était également situé depuis 1960.
Le manège militaire était aussi l'hôte de l'escadron 629 Kiwanis Sillery des cadets de l'aviation,.
Dès 1887, cependant, plusieurs autres activités ont lieu au manège. Des concerts de musique classique sont donnés à cette époque dans la salle de tir. L'Exposition Provinciale, la foire agricole provinciale annuelle, s'est tenue sur les terrains du manège à partir de 1887. L'urbanisation du secteur rend cependant difficile la présentation de cet événement et il est déménagé dans l'actuel quartier Limoilou après 1894.

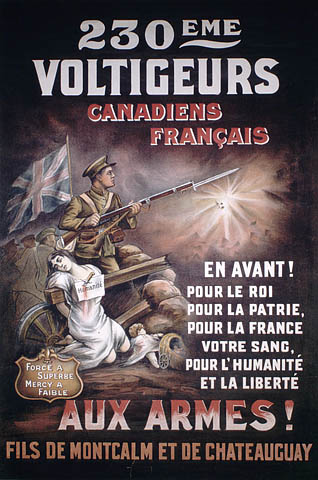
Affiche de recrutement du régiment des Voltigeurs lors de la Première Guerre mondiale.
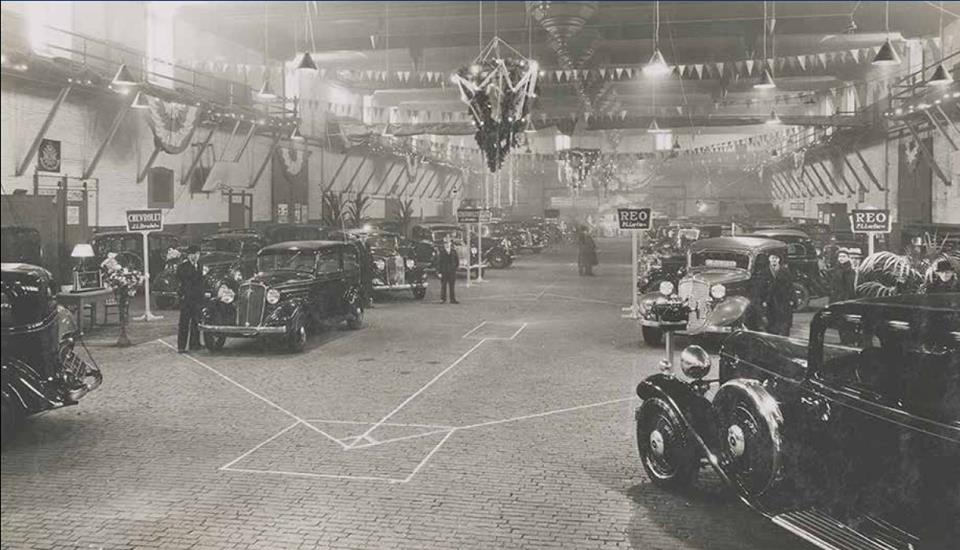
Salon de l'auto en 1934.

On présente au Manège militaire en 1987 une exposition du Temple de la renommée du hockey dans le cadre de Rendez-Vous '87. Le Festival international de musiques militaires de Québec y tient certains de ses spectacles à partir de 1999.